# Satele hănești

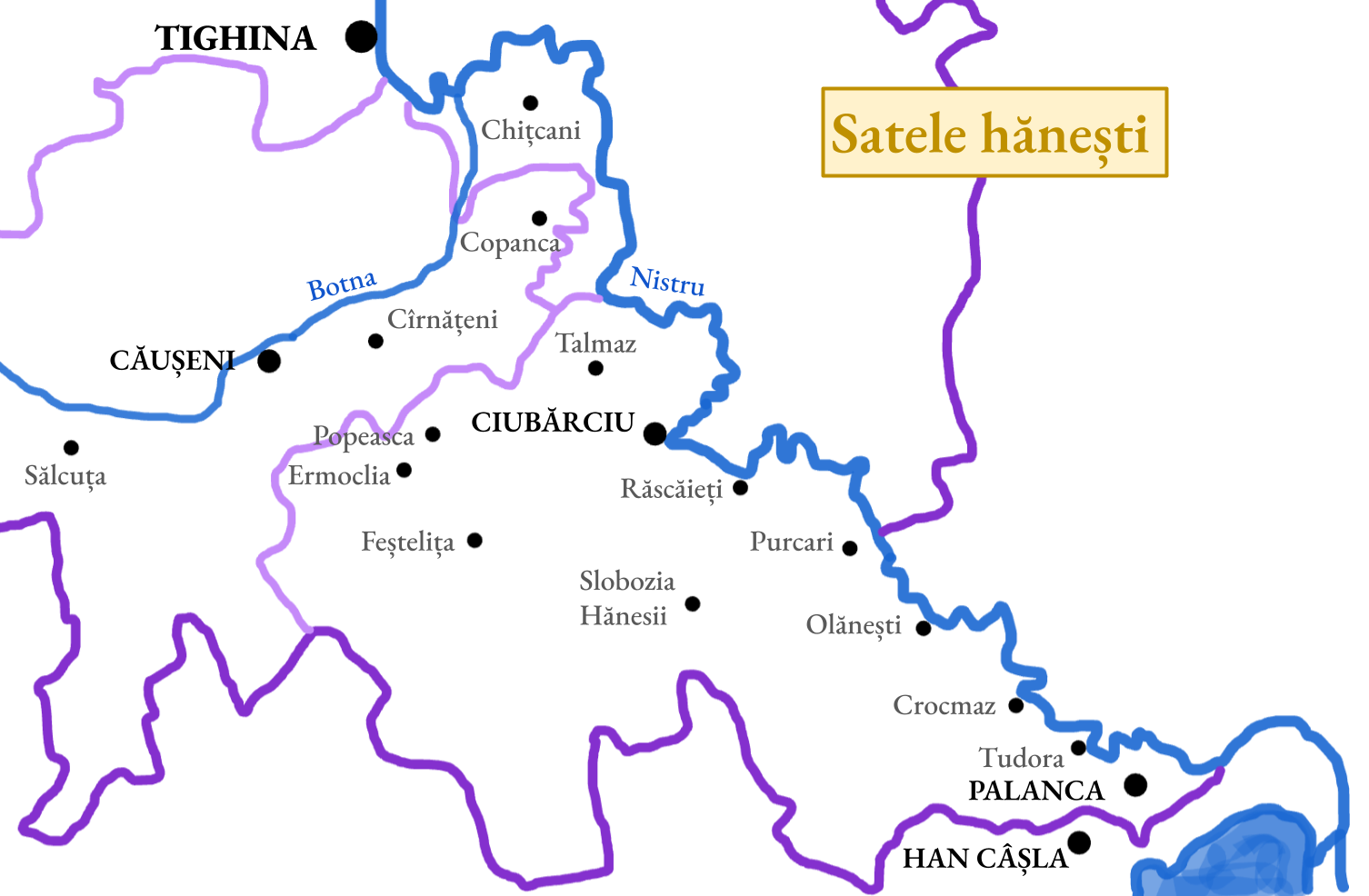
Satele hănești (granițele moderne în violet).

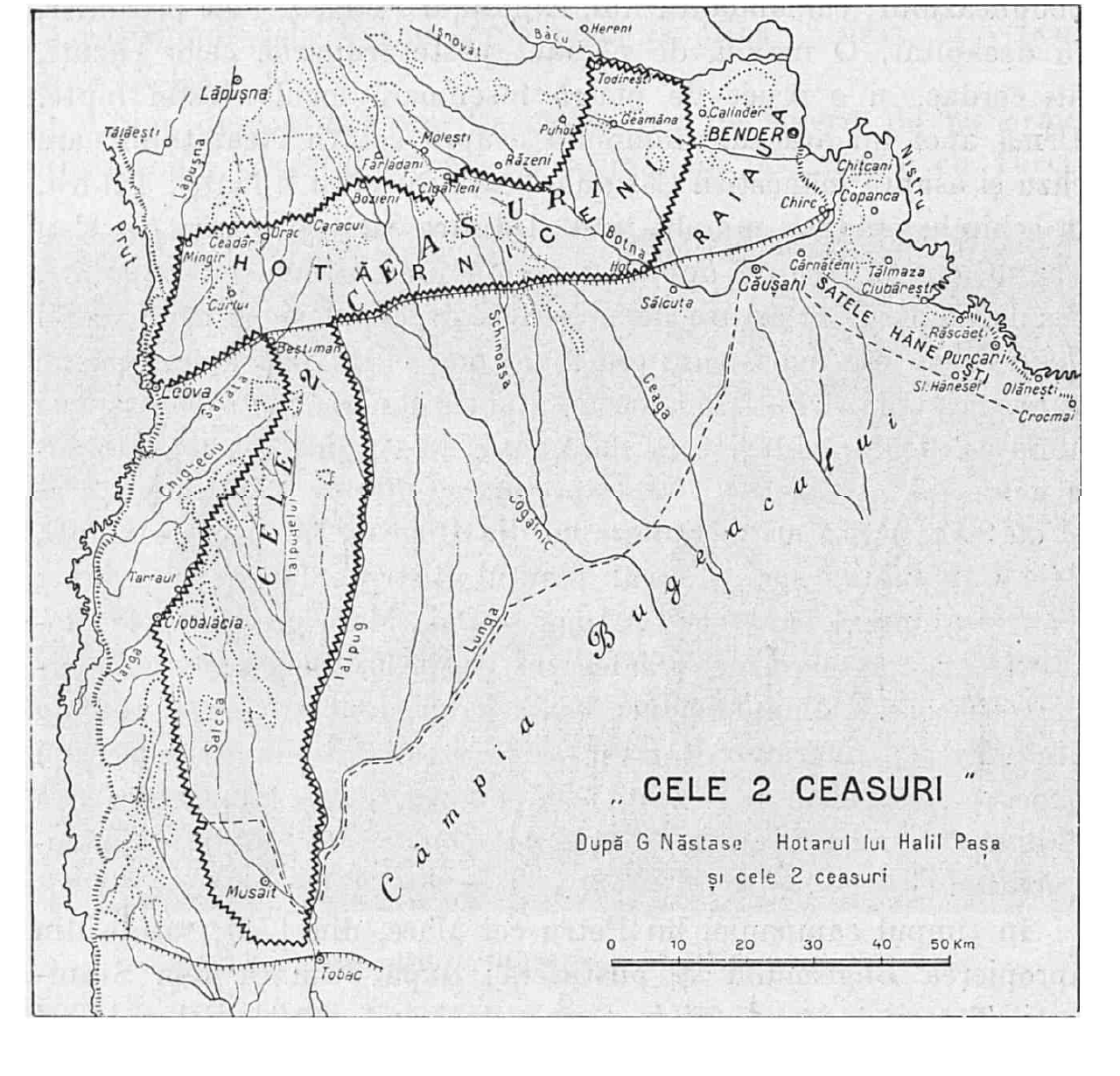
Satele hănești (în dreapta) pe o hartă extrasă din lucrarea „Istoria Românilor” a lui Constantin C. Giurescu, publicată în 1944.

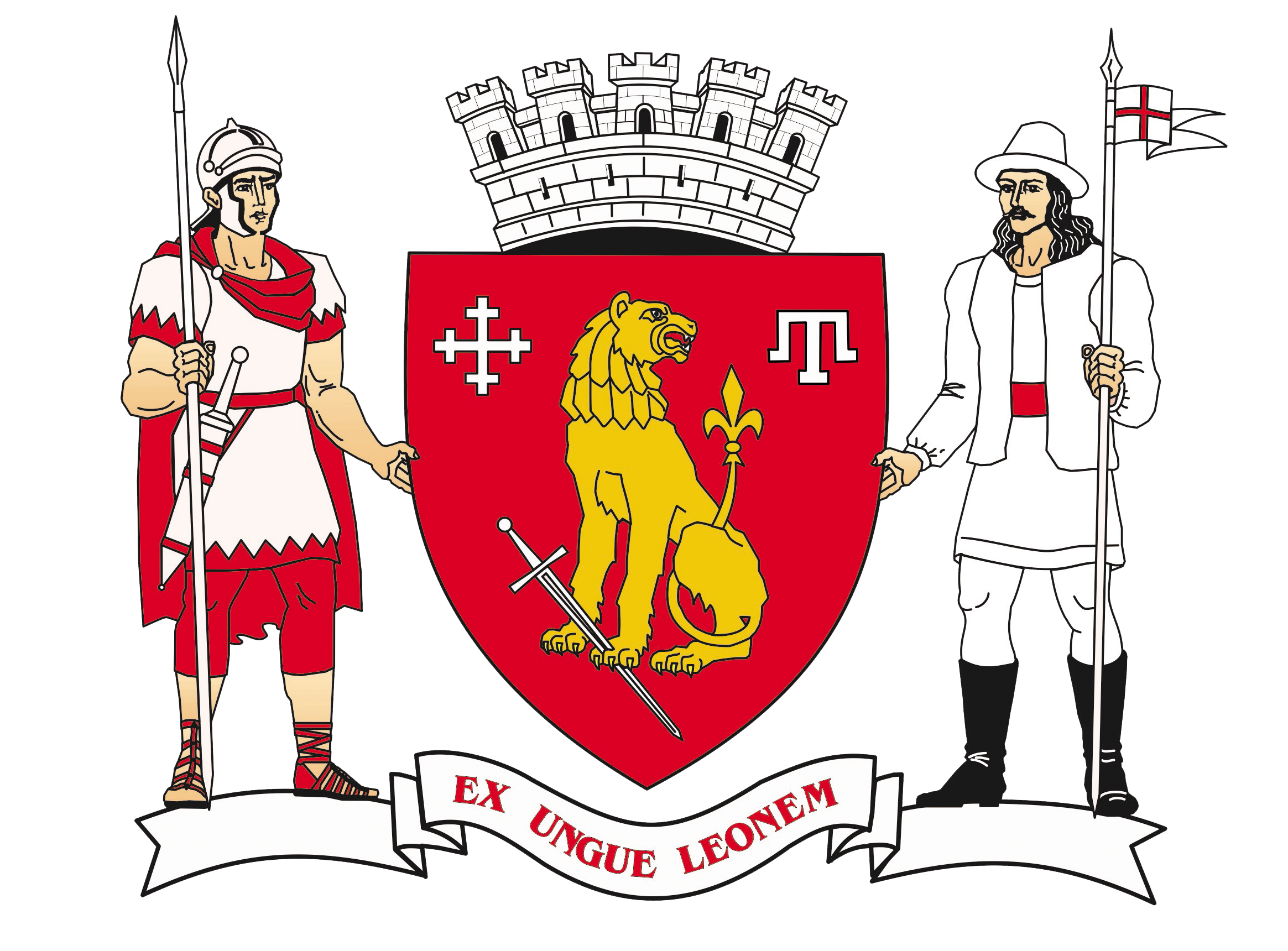
Însemnul hanilor din Crimeea, asemănător literei T, poate fi văzut și pe stema Căușeniului de astăzi.

Satele hănești sau satele de țărm au fost un grup de localități în sud-estul Principatului Moldovei (în raioanele Căușeni și Ștefan Vodă de astăzi, în valea Nistrului de Jos), care erau stăpănite de hanii Crimeii. Târgul Ciubărciu și satele Olănești, Purcari, Răscăieți, Talmaz, Leuntea și Copanca au fost cedate de domnitorul Ieremia Movilă în 1595 după bătălia de la Țuțora pentru a-și asigura tronul. Ulterior, tătarii au acaparat și alte sate precum Tudora, Crocmaz, Slobozia Hănesii, Feștelița, Ermoclia, Sălcuța, Cârnățeni, Chițcani, dar și târgurile Palanca, Han Câșla, precum și Căușeni. În total, erau circa 20 de localități în 1654, administrate de un reprezentant al hanului, numit „agă de țărmuri”. Reședința sa se afla inițial la Ciubărciu. În urma decăderii acestuia, la mijlocul secolului al XVII-lea, a fost mutată la Han Câșla, și apoi, la începutul secolului al XVIII-lea, la Căușeni.
Geografic, satele hănești se aflau între raiaua Tighinei, situată la nord de râul Botna, și raiaua Cetății Albe (Akerman) la sud. După cucerirea Hanatului Crimeii de către Imperiul Rus în 1783, satele hănești au fost stăpânite de turci, iar după anexarea Basarabiei la imperiul țarilor făceau parte din județele Tighina și Cetatea Albă.